# 三井奧特萊斯購物城
三井Outlet購物城（日语：三井アウトレットパーク，亦稱三井Outlet）是日本、馬來西亞、臺灣和中華人民共和國的購物中心品牌。

## 分店

### 日本
三井不動產商業管理（全稱：三井不動產商業管理株式會社）是三井不動產的日本子公司，成立於1995年3月16日。
- MITSUI OUTLET PARK 大阪鶴見

於1995年3月16日起營運，原名。
- MITSUI OUTLET PARK 橫濱港灣

於1998年9月4日起營運，原名。
- MITSUI OUTLET PARK 瑪林匹亞神戶

於1999年7月30日起營運，原名。
- MITSUI OUTLET PARK 多摩南大澤

於2000年9月1日起營運，原名。
- MITSUI OUTLET PARK 幕張

於2000年10月26日起營運，原名。
- MITSUI OUTLET PARK 爵士之夢長島

於2002年3月28日起營運，原名。
- MITSUI OUTLET PARK 入間

於2008年4月10日起營運。
- MITSUI OUTLET PARK 仙台港

於2008年9月12日起營運。
- MITSUI OUTLET PARK 札幌北廣島

於2010年4月22日起營運。
- MITSUI OUTLET PARK 滋賀龍王

於2010年7月8日起營運。
- MITSUI OUTLET PARK 倉敷

於2011年12月1日起營運。
- MITSUI OUTLET PARK 木更津

於2012年4月13日起營運。
- MITSUI OUTLET PARK 北陸小矢部

於2015年7月16日起營運。

### 马来西亚

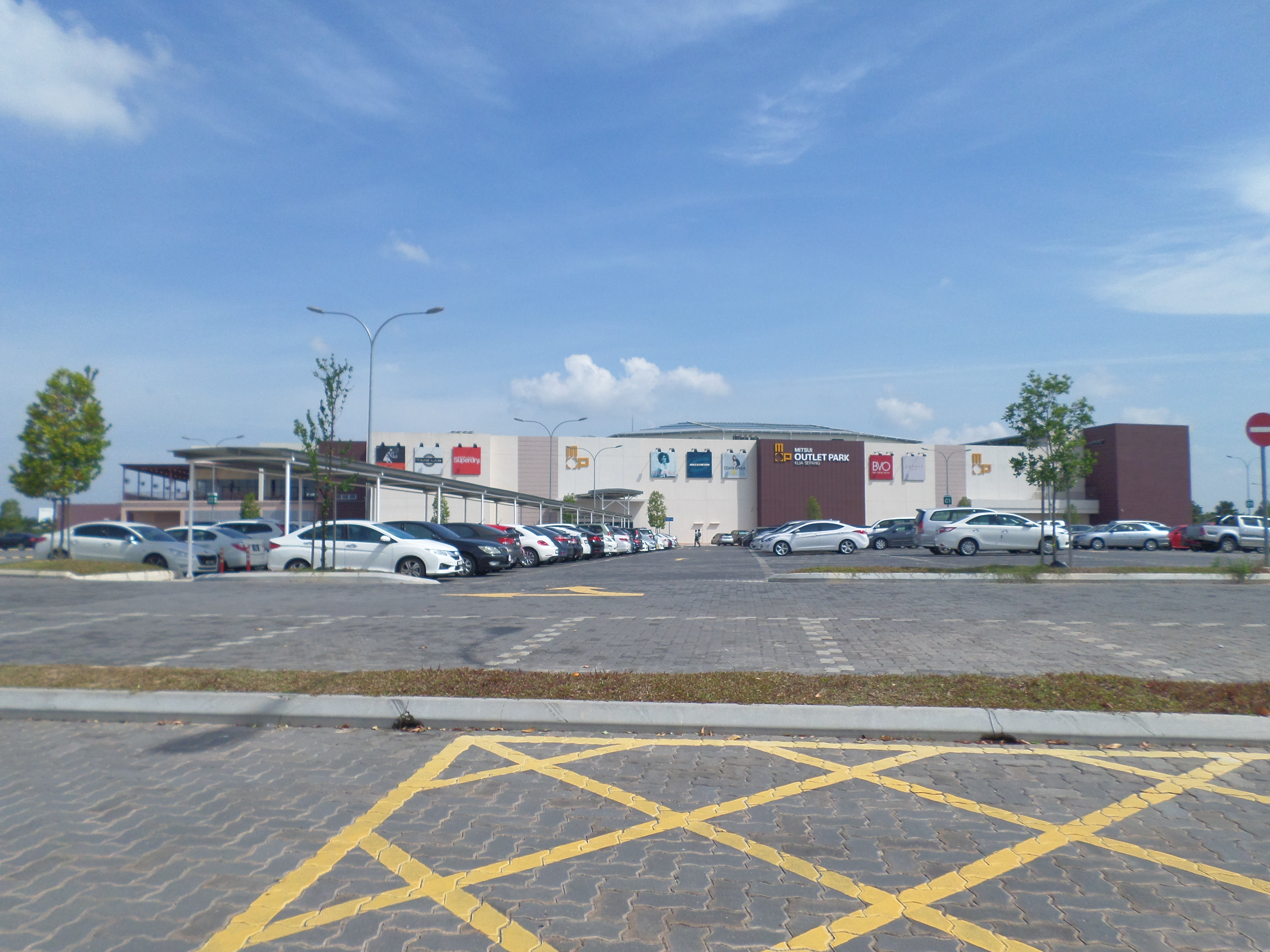
在雪邦区的三井奧特萊斯購物城

MFMA發展（全稱：MFMA發展私人有限公司）是三井不動產和馬來西亞機場控股共同分别出資70%和30%的馬來西亞子公司，成立於2015年5月30日。
- 三井奧特萊斯購物城 吉隆坡國際機場雪邦

於2015年5月30日起營運，又稱被稱作三井名牌城。
- Mitsui Shopping Park LaLaport 吉隆坡

於2022年1月20日起营运。

### 中華民國（臺灣）
三新暢貨中心（全稱：三新奧特萊斯股份有限公司）是三井不動產和遠雄建設事業共同分别出資70%和30%的臺灣子公司，成立於2016年1月27日。
- MITSUI OUTLET PARK 林口（一、二期）

2016年1月26日起營運，位於新北市林口區的桃園捷運機場線林口站附近。
- MITSUI OUTLET PARK 台中港（一、二期）

2018年12月12日起營運，位於臺中市梧棲區的臺中港內。
- MITSUI OUTLET PARK 台南（一期）

2022年2月25日起營運，位於臺南市歸仁區的高鐵台南站及台鐵沙崙車站旁。
- Mitsui Shopping Park LaLaport 台中

南館於2023年1月17日試營運，位於臺中市東區的帝國製糖廠台中營業所旁。
- Mitsui Shopping Park LaLaport 南港

2025年3月20日起營運，位於臺北市南港區的 文湖線 南港軟體園區站附近。
- Mitsui Shopping Park LaLaport 高雄

### 中华人民共和国
- 杉井奧特萊斯廣場‧寧波

與杉杉奥特莱斯广场合資成立的購物中心，2011年開幕。
- Mitsui Shopping Park LaLaport 上海金橋（三井购物公园 LaLaport 上海金桥）[2]

2021年4月28日營運。

## 外部連結
- （日語）官方网站（页面存档备份，存于）
- （繁體中文）MITSUI OUTLET PARK 台灣（页面存档备份，存于）
  - （繁體中文）MITSUI OUTLET PARK 林口（页面存档备份，存于）
  - （繁體中文）MITSUI OUTLET PARK 台中港（页面存档备份，存于）
  - （繁體中文）MITSUI OUTLET PARK 台南 （页面存档备份，存于）
- （繁體中文）Mitsui Shopping Park LaLaport 台中
- （繁體中文）Mitsui Shopping Park LaLaport 南港
- （简体中文）三井奧特萊斯購物城 吉隆坡國際機場雪邦（页面存档备份，存于）